# Сачалісчала
Сачалісчала (груз. საჩალისჭალა) — село в Грузії.
За даними перепису населення 2014 року в селі проживає 1 особа.